# 1300 gramów
1300 gramów – amerykański serial telewizyjny.
Serial poświęcony neurologii i neurochirurgii.

## Obsada
| Aktor           | Rola                |
| --------------- | ------------------- |
| Stanley Tucci   | dr Douglas Hanson   |
| Mark Feuerstein | dr Jonathan Seger   |
| Indira Varma    | dr Adrienne Holland |
| Tamara Taylor   | Della               |
| Armando Riesco  | dr Thomas Flores    |
| Juliette Goglia | Erica Linden        |
| Zabryna Guevara | pracownik szpitala  |

## Spis odcinków
| Nr. | Tytuł oryginalny | Tytuł polski | Premiera          |
| --- | ---------------- | ------------ | ----------------- |
| 1.  | Lost For Words   |              | 14 listopada 2006 |
| 2.  | Of Two Minds     |              | 21 listopada 2006 |
| 3.  | Heart-Stopping   |              | 28 listopada 2006 |
| 4.  | Disarming        |              | 18 marca 2007     |
| 5.  | The God Spot     |              | 1 kwietnia 2007   |
| 6.  | Bad Boys         |              | 22 kwietnia 2007  |
| 7.  | The Cutting Edge |              | 29 kwietnia 2007  |
| 8.  | Plugged In       |              | 3 czerwca 2007    |